# キッカー (新聞)
キッカー（Kicker-Sportmagazin）は、ドイツで週2回発売されるタブロイド判のスポーツ新聞。正式名称はキッカー・シュポルトマガツィーン。

## 概要
1920年にコンスタンツで創刊された「キッカー」が起源である。その後、別のスポーツ新聞として「シュポルトマガツィーン」が創刊されていたが、両者が1968年に合同し、現在の「キッカー・シュポルトマガツィーン」が成立した（日本では「キッカー」という略称が普及している）。1997年よりインターネットを通じた記事配信にも着手した。
創刊以来、ドイツ国内におけるサッカー専門誌売り上げ1位。1965年以降はブンデスリーガ得点王を授与しているほか、ドイツスポーツメディアが選出する年間最優秀選手賞を授与するなど、長年に渡り絶対的な地位を確保してきた。
また欧州得点王やベスト11などを選出する、ヨーロピアン・スポーツメディアの創設メンバーでもあり、その名声は海外にまで及ぶ。
50ページ弱の記事は、その多くがサッカーの関連記事となっている。サッカードイツ代表についてはもちろん、ブンデスリーガ1－3部の詳細な動向、データが示されているほか、レギオナルリーガ（4部）についても記事が充実しており、オーバーリーガ（5部）についても主要なニュースが記されている。海外リーグ戦の順位表もあり、約20カ国の動向をつかむことができる。
国内外の順位表には、クラブ名の脇に、前期リーグ戦優勝を示す(M)、カップ戦優勝を示す(P)、昇格クラブを示す(N)、降格クラブを示す(A)の記号がつけられる。(M)(P)ともにつけられているクラブは二冠である。
2015年1月26日、キッカー電子版は日本語版をスタートしたことを発表した。

## 選手の評価
ブンデスリーガ等では毎節全試合において出場選手に対しての採点を発表し、高評価を受けた選手からベストイレブンも選出する。内容に応じて1から6まで0.5点単位での点数評価がつく。数字が低い方が高評価で、1が最高評価、6が最低評価である。